# 吉田武 (歌人)
吉田 武（よしだ たけし、1911年6月27日 - 1990年4月13日）は、昭和時代後期日本の歌人。福島県出身。

## 生涯
1911年（明治44年）、福島県田村郡小野新町（現在の小野町）に生まれる。福島県郡山商工学校（現在の福島県立郡山商業高等学校）を卒業し、日立製作所に入社。同社を退職して帰郷した後、町立小野中学校教員となる。
1954年（昭和29年）、朴の花短歌会を結成し会長に就任。1966年（昭和41年）に県が募集していた「福島県県民の歌」の作詞部門で応募作が入選し、翌1967年（昭和42年）2月11日に制定される。1972年（昭和47年）、角川書店『短歌』特選。1975年（昭和50年）、東北アララギ郡山に入会。県芸術短歌大会で特選。
教員を退職した後、小野サントップに入社。1990年（平成2年）4月13日死去。享年80（満78歳没）。翌1991年（平成3年）に朴の花短歌会から追悼歌集『この空いつまでも』が刊行された。

## 著作
- 朴の花（白玉書房、1955年） - 国分津宜子との合同歌集 NCID BA32726939
- 選集『しゃくなげ匂う山なみに』（私家版、1981年）